# Bernard Amsalem
Pour les articles homonymes, voir Amsalem.
Bernard Amsalem, né le 18 novembre 1951 à Saïda, en Algérie, est un dirigeant sportif français, administrateur du Comité national olympique et sportif Français (CNOSF). 
Après avoir été vice-président de 1997 à 2001, il a été président de la Fédération française d'athlétisme de janvier 2001 à décembre 2016 et membre du comité directeur du World Athletics de 2012 à 2019.
Il est actuellement vice-président du Mouvement associatif et du Comité international des Jeux méditerranéens.

## Biographie
Passionné de sport, il s'implique dans le club de handball de Val-de-Reuil où il exerce les fonctions de dirigeant, arbitre et président (de 1976 à 1992). 
Adhérent du Parti socialiste, Bernard Amsalem a été le premier maire de la ville nouvelle de Val-de-Reuil, de 1981 à 2001. 
Passé à l'athlétisme, il devient président de la ligue de Haute-Normandie d'athlétisme de 1995 à 2004, et exerce par ailleurs la fonction de vice-président de la Fédération française d'athlétisme de 1997 à 2001, chargé des relations avec les collectivités territoriales, puis a été président de la fédération entre 2001 à 2016, soit quatre mandats consécutifs.
Président-fondateur de l'Association des fédérations francophones d'athlétisme, il est élu au conseil de l'Association internationale des fédérations d'athlétisme (IAAF) depuis 2011. Il est membre de la commission « jeunes » depuis 2007 et de la commission des courses sur route depuis 2011.
Bernard Amsalem exerce la fonction de vice-président du Comité national olympique et sportif français (CNOSF) de 2005 à 2021, et devient, en 2011, coprésident de l'Union méditerranéenne d'athlétisme (UMA) qu'il a créée.
De 2008 à 2016, il a été président de la SAOS-meeting Areva de Paris Saint-Denis.
Administrateur du CNOSF (Comité national olympique et sportif français), il a été chef de mission de l'équipe de France pour les Jeux olympiques de Londres en 2012.
De 2015 à 2020, il a été membre du Conseil économique, social et environnemental. 

## Distinctions
- Officier de la Légion d'honneur le 31 décembre 2012[5].
- Médaille de la jeunesse, des sports et de l'engagement associatif, or (2005)[6].